# Pontecagnano Faiano
Pontecagnano Faiano est une commune italienne de la province de Salerne, dans la région Campanie.

## Culture
- Museo archeologico nazionale dell'agro picentino
- Parco archeologico di Pontecagnano

## Sport
- Pallavolo Pontecagnano Faiano

## Administration
| Période                                  | Période | Identité | Étiquette | Qualité |
| ---------------------------------------- | ------- | -------- | --------- | ------- |
|                                          |         |          |           |         |
| Les données manquantes sont à compléter. |         |          |           |         |

### Communes limitrophes
Battipaglia, Bellizzi, Giffoni Valle Piana, Montecorvino Pugliano, Salerne.